# Czernica (powiat Jeleniogórski)
Czernica (Duits: Langenau) is een dorp in de Poolse woiwodschap Neder-Silezië.

## Bestuurlijke indeling
Vanaf 1975 tot aan de grote herindeling van Polen in 1998 viel het dorp bestuurlijk onder woiwodschap Jelenia Góra, vanaf 1998
valt het onder woiwodschap Neder-Silezië, in het district Jelenia Góra. Het maakt deel uit van de gemeente Jeżów Sudecki en ligt op 9 km ten noorden van Jelenia Góra, en 95 km ten westen van de provinciehoofdstad (woiwodschap) Wrocław.

## Geschiedenis
Het oudste document waarin de naam van het dorp wordt vermeld, is het boek Liber fundationis episcopatus Vratislaviensis (vrije vertaling: "boek der belastingen van het bisdom van Wrocław"), geschreven in de jaren 1295-1305 door bisschop Heinrich von Würben. Het dorp wordt hierin genoemd in de gelatiniseerde vorm Langenow.
Na de Tweede Wereldoorlog werd het gebied onder Pools bestuur geplaatst en omgedoopt tot Czernica, vervolgens etnisch gezuiverd volgens de naoorlogse Conferentie van Potsdam. De Duitse bevolking werd verdreven en vervangen door Polen. 